# Rozka Korczak
Rozka Korczak (Bielsko, (ma Bielsko-Biała része) 1921. április – 1988. március 5.) litván–zsidó partizánvezér a második világháborúban.
Az Egyesült Partizánszervezetben (Fareynikte Partizaner Organizatsye) tevékenykedett, s Vitka Kempnerrel és Abba Kovnerrel vezető szerepet vállaltak az egyik legsikeresebb zsidó ellenállócsoportnak a munkájában (Nokmim).
1945-ben társaival Palesztinába vándorolt ki, egy kibucban telepedtek le. A megérkezés után elkezdte írni emlékiratait. 1947-ben férjhez ment, három gyermeke született. Vezető alakja lett az őt befogadó kibucnak.

## Fordítás
- Ez a szócikk részben vagy egészben  a   Rozka Korczak című angol Wikipédia-szócikk ezen változatának fordításán alapul.  Az eredeti cikk szerkesztőit annak laptörténete sorolja fel. Ez a jelzés csupán a megfogalmazás eredetét és a szerzői jogokat jelzi, nem szolgál a cikkben szereplő információk forrásmegjelöléseként.